# Eragrostis leptotricha
Eragrostis leptotricha är en gräsart som beskrevs av Thomas Arthur Cope. Eragrostis leptotricha ingår i släktet kärleksgrässläktet, och familjen gräs. Inga underarter finns listade i Catalogue of Life.